# Apple W1
Apple W1は、2016年以降のAirPodsおよび一部のBeatsヘッドフォンで使用されているSoC。コンピュータデバイスとのBluetooth クラス1接続を維持し、送信されたオーディオストリームをデコード。

## 搭載機器
Appleの「W1」チップを搭載しているヘッドホン、イヤホンは2022年5月時点で6種類ある。これらの機器は、iPhoneとのBluetoothペアリングが簡単になっている。
- AirPods (第1世代)
- Beats Studio3 Wireless
- Beats Solo3 Wireless
- BeatsX
- Beats Flex
- PowerBeats3 Wireless